# Tim Drummond
Timothy Lee (Tim) Drummond (Bloomington (Illinois), 20 april 1940 – St. Louis, 10 januari 2015) was een Amerikaans sessiemuzikant. 
Hij begon zijn carrière in Illinois als gitarist, maar hij schakelde al gauw over op de basgitaar. Na een tournee met rockabilly-artiest Eddie Cash sloot hij zich aan bij de band van Conway Twitty. Drummond nam met James Brown de liedjes "I Can't Stand Myself" en "Licking Stick" op. Hij toerde vervolgens met Brown door Noord-Amerika, Afrika en Azië. Drummond liep in Vietnam hepatitis op, stopte met de tournee en verhuisde naar Nashville (Tennessee). In februari 1971 vormde hij daar met pianist Jack Nitzsche, steelgitarist Ben Keith en drummer Kenny Buttrey The Stray Gators. Zij begeleidden Neil Young op de albums Harvest (1972), Journey Through the Past en Time Fades Away. In zijn latere carrière werkte Drummond nog vaak samen met Young en ook met onder anderen Bob Dylan, Ry Cooder, J.J. Cale, David Crosby, Graham Nash, John Mayall, Rick Danko, Don Henley en Jewel.
In 2014 ging zijn gezondheid ernstig achteruit, begin 2015 overleed hij op 74-jarige leeftijd.